# Will Saunders
William Saunders (nacido el 4 de marzo de 1991 en Londres) es un jugador de baloncesto británico. Con 2,01 metros de altura juega en la posición de Alero. Es internacional absoluto con Gran Bretaña.

## High School
Se formó en el Caldwel County High School, situado en Princeton, Kentucky.

## Universidad
Tras graduarse en 2010, asistió durante un año (2010-2011) a la Universidad de Carolina del Sur Upstate, situada en Spartanburg, Carolina del Sur, durante los siguientes dos años (2011-2013) asistió al Central Florida Community College (es un community college de dos años), situado en Ocala, Florida, perteneciente a la División I de la NJCAA, y durante sus dos últimos años asistió a la Universidad del Sur de Charleston, situada en Charleston, Carolina del Sur.

### USC Upstate

#### Red-Shirt
En su primera temporada, su año freshman (2010-2011), fue red-shirt y no disputó ningún partido con los Spartans.

### Central Florida CC

#### Freshman
En su primera temporada con Central Florida, su año freshman (2011-2012), jugó 32 partidos con los Patriots con un promedio de 5,3 puntos (74,5 % en tiros libres) y 3,8 rebotes. Tuvo el 5.º mejor % de tiros libres del equipo.

#### Sophomore
En su segunda y última temporada con Central Florida, su año sophomore (2012-2013), jugó 31 partidos (18 como titular) con los Patriots con un promedio de 10,2 puntos (40,8 % en triples y 68 % en tiros libres), 3,3 rebotes y 1,4 asistencias en 21,9 min. Tuvo el mejor % de triples y el 4.º mejor % de tiros libres del equipo, además de ser el 5.º máximo asistente, el 5.º en robos (27) y tapones (9) y el 6.º máximo taponador. Se proclamó campeón de la División I de la NJCAA.

#### Promedios
Disputó un total de 63 partidos con los Central Florida Patriots entre las dos temporadas, promediando 7,7 puntos (34,1 % en triples y 71,2 % en tiros libres) y 3,5 rebotes.

### Charleston Southern

#### Júnior
En su primera temporada con Charleston Southern, su año júnior (2013-2014), jugó 31 partidos (5 como titular) con los Buccaneers con un promedio de 10,5 puntos (40,4 % en triples y 77 % en tiros libres) y 4,9 rebotes en 21,7 min.
Metió 3 triples en los dos primeros partidos como Buccaneer. Anotó 11 puntos y cogió 5 rebotes en la victoria contra los Delaware Fightin' Blue Hens, el 10 de noviembre de 2013, incluyendo un tapón a 4 seg del final que dio la victoria a su equipo por 95-93. Anotó 23 puntos (máxima de la temporada; 21 de ellos en la 1.ª parte), puso 2 tapones y robó 2 balones en la victoria contra los Columbia International Rams, el 6 de enero de 2014. Anotó 16 puntos (metiendo sus primero cuatro triples intentados) y cogió 8 rebotes contra los Coastal Carolina Chanticleers, el 8 de enero de 2014. Hizo su primer doble-doble de su carrera universitaria (11 puntos y 10 rebotes; máxima de la temporada) en la derrota contra los UNC Asheville Bulldogs, el 18 de enero de 2014. Marcó 14 puntos, cogió 8 rebotes y dio 3 asistencias (máxima de la temporada) en la victoria contra los Liberty Flames, el 2 de febrero de 2014.
Finalizó la temporada en la Big South Conference como el 9.º en triples anotados (74) y el 16.º en rebotes defensivos totales (115).

#### Sénior
En su segunda y última temporada con Charleston Southern, su año sénior (2014-2015), jugó 30 partidos (2 como titular) con los Buccaneers con un promedio de 13 puntos (40,8 % en triples y 71,6 % en tiros libres), 6 rebotes y 1 asistencia en 27,6 min. Se proclamó co-campeón de la Big South Conference. A final de temporada fue elegido en el segundo mejor quinteto de la Big South Conference.
Metió 3 o más triples en 20 partidos. Marcó 22 puntos (7 triples; máxima de su carrera universitaria) y cogió 10 rebotes (segundo doble-doble de su carrera universitaria) contra los Liberty Flames, el 14 de enero de 2015. Hizo el tercer doble-doble de su carrera universitaria (15 puntos y 10 rebotes) en la victorias tras tres prórrogas contra los High Point Panthers, el 28 de febrero de 2015. Anotó 26 puntos (máxima de su carrera universitaria), cogió 7 rebotes, dio 4 asistencias y robó 2 balones en la victoria contra los Campbell Fighting Camels, el 21 de febrero de 2015. Robó 6 balones (máxima de la temporada) en la victoria contra los Campbell Fighting Camels, el 6 de enero de 2015.
Sus 7 triples contra los Liberty Flames son el mayor n.º de triples metidos en un partido por un jugador de la universidad. Sus 95 triples metidos a lo largo de la temporada son la 3.ª mejor marca de triples metidos en una temporada de un jugador de la universidad. Fue el 2.º en triples anotados (64) y tuvo el 2.º mejor % de triples (46 %, 64-139) en los partidos de conferencia. Fue el 15.º de toda la División I de la NCAA en triples por partido.
Finalizó la temporada en la Big South Conference con el 4.º mejor % de triples y fue el 4.º en triples anotados, el 8.º en rebotes defensivos totales (136), el 10.º máximo reboteador, el 13.º máximo anotador y el 13.º en rebotes totales (181), el 15.º en puntos totales (389) y el 19.º en tiros de campo anotados (123).

#### Promedios
Disputó un total de 61 partidos (7 como titular) con los Charleston Southern Buccaneers entre las dos temporadas, promediando 11,7 puntos (40,6 % en triples y 74,5 % en tiros libres) y 5,5 rebotes en 24,6 min de media.
Posee el 7.º mejor % de triples de un jugador de la historia de la universidad.

## Trayectoria profesional
Tras no ser seleccionado en el Draft de la NBA de 2015, el 21 de agosto de 2015, fichó por el Betaland Capo d'Orlando de la Lega Basket Serie A italiana para la temporada 2015-2016, pero no llegó a debutar, ya que abandonó el equipo el 23 de septiembre de 2015.
El 23 de septiembre de 2015, firmó por el Alba Fehérvár de la Nemzeti Bajnokság I/A húngara, pero tampoco llegó a debutar, ya que dejó el equipo el 1 de octubre de 2015.
El 1 de octubre de 2015, el Novipiù Casale Monferrato de la Serie A2 (2.ª división italiana), anunció su fichaje para la temporada 2015-2016. Aunque abandonó el equipo en febrero de 2016, esta sí fue su primera experiencia como profesional.
Disputó un total de 20 partidos de liga con el conjunto de Casale Monferrato, promediando 6,7 puntos (31 % en triples y 70,6 % en tiros libres) y 4,1 rebotes en 17,7 min de media.
El 10 de febrero de 2016, el Angelico Biella, también de la Serie A2, anunció su fichaje hasta el final de la temporada 2015-2016. Disputó un total de 9 partidos de liga con el cuadro de Biella, promediando 6,6 puntos (53,8 % en tiros de 2, 30,3 % en triples y 100 % en tiros libres) y 4,6 rebotes en 17,5 min de media.
Comenzó la temporada 2017/18 en el Xuven Cambados, club español de LEB Plata, disputando un total de 22 partidos con unos promedios de 17,4 puntos y 8,2 rebotes, siendo uno de los jugadores más destacados de la competición.
El 16 de marzo de 2018 es fichado por el Cáceres Patrimonio de la Humanidad, de LEB Oro, disputando los últimos 8 encuentros de liga regular, registrando unos promedios de 9,1 puntos y 5,4 rebotes y contribuyendo decisivamente a la permanencia del club en dicha competición.

## Selección Británica

### Categorías inferiores
Disputó con las categorías inferiores de la selección británica el Europeo Sub-20 División B de 2011, celebrado en Sarajevo, Bosnia-Herzegovina, donde Gran Bretaña quedó en 13.ª posición.
Jugó 6 partidos con un promedio de 3 puntos (77,8 % en tiros de 2) y 2 rebotes en 8,8 min de media.